# Castel San Felice
Castel San Felice è una fortificazione posta a nord di Verona, lungo le mura magistrali cittadine, in cui si sono susseguite nel corso dei secoli numerose fasi costruttive, l'ultima delle quali della prima metà dell'Ottocento, quando venne restaurata e adatta alle nuove esigenze difensive dall'Imperiale Regio Ufficio delle Fortificazioni di Verona.

## Storia

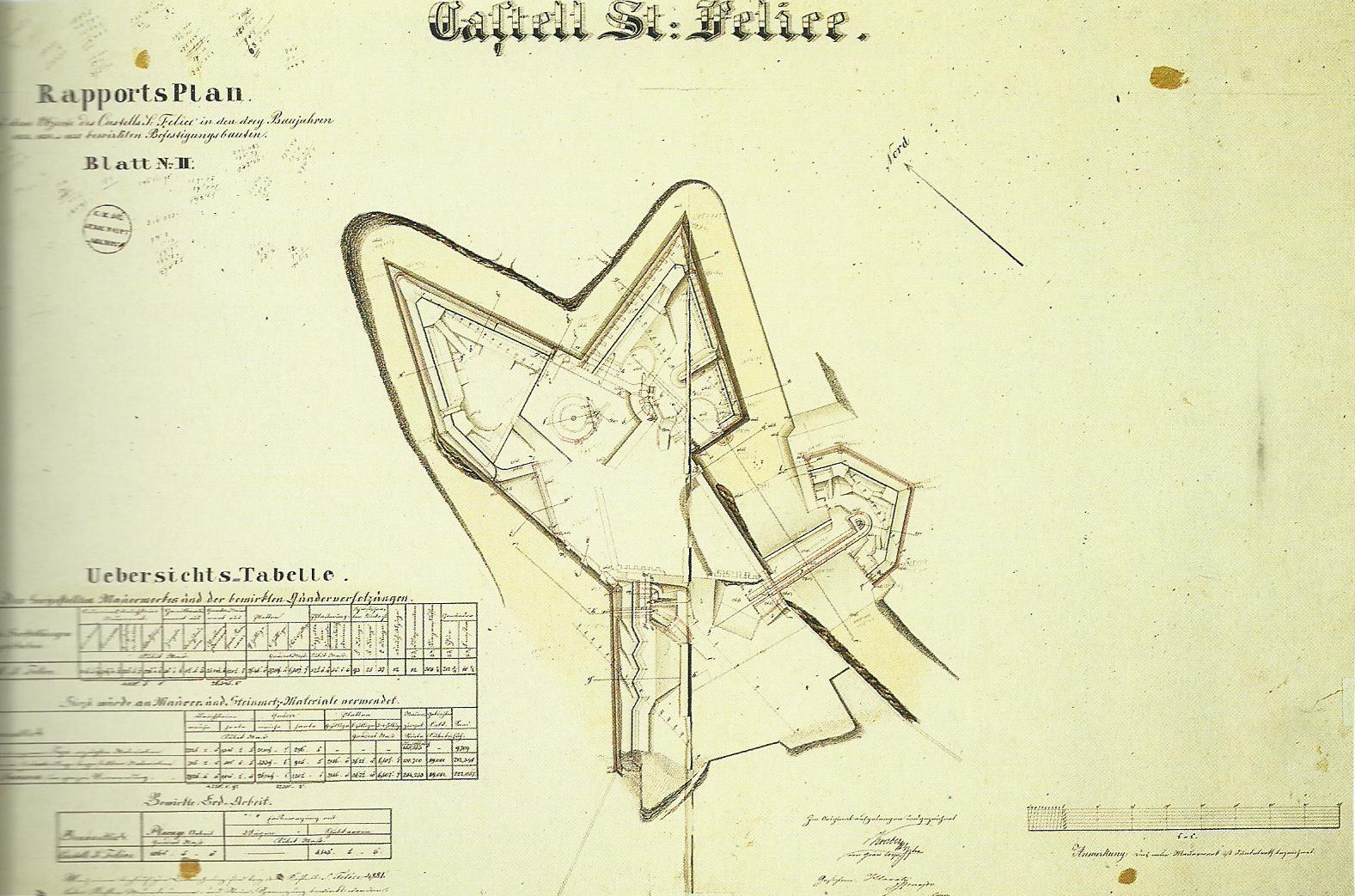
Progetto del 1833 della fortificazione di castel San Felice: a sinistra il puntòn vecchio; al centro il puntòn nuovo; a destra la lunetta austriaca

Preesistente alla fortificazione era la cinta muraria scaligera, commissionata da Cangrande della Scala e realizzata tra 1321 e 1324 su progetto del maestro Calzaro. Nella prima fase, oltre alla costruzione della cinta turrita, si operò lo scavo del fossato, direttamente in un banco di tufo. Successivamente, nel 1390, Gian Galeazzo Visconti commissionò la costruzione del castello, che si realizzò aggiungendo alle mura scaligere un recinto autonomo ed edificando cinque torri, al quale si accedeva mediante un varco aperto nella stessa cortina. Il castello venne poi concluso sotto la direzione della Repubblica di Venezia, tra 1406 e 1409.
Durante l'occupazione imperiale (1509-1517), Massimiliano d'Asburgo fece aggiungere una rondella nell'angolo nord-est del castello, detta torion (ovvero "torrione") del Cariati, dal nome del possibile progettista dell'opera. Terminata l'occupazione, la Repubblica Veneta deve realizzare la grande tenaglia settentrionale, edificata in due distinti periodi, nel Cinquecento: nel 1526 Francesco Maria I della Rovere diresse i lavori di costruzione del puntone occidentale (detto puntòn vecchio), con il quale si sperimenta anche a Verona la nuova forma del sistema bastionato; tra 1543 e 1546 Guidobaldo II della Rovere completò l'opera con il puntone orientale (detto invece puntòn nuovo), nel quale venne inclusa la preesistente rondella. La fortificazione venne infine dotata di una grande cisterna interrata per l'approvvigionamento dell'acqua, di forma cilindrica e con copertura emisferica, attribuita all'architetto veronese Michele Sanmicheli.
Infine, con l'obiettivo di adeguare questo tratto di mura alle nuove esigenze di difesa e di riparare i danni apportati dai soldati napoleonici nel 1801, l'impero asburgico commissionò nuovi lavori di adeguamento realizzati in due fasi, tra il 1833 e il 1839, e tra il 1842 e il 1845: le operazioni videro interventi di ricostruzione, di restauro e adattamento, oltre che l'edificazione della lunetta d'Arçon. Questi lavori, voluti dal feldmaresciallo Josef Radetzky, furono progettati da Franz von Scholl, direttore dell'Imperiale Regio Ufficio delle Fortificazioni di Verona.

## Descrizione

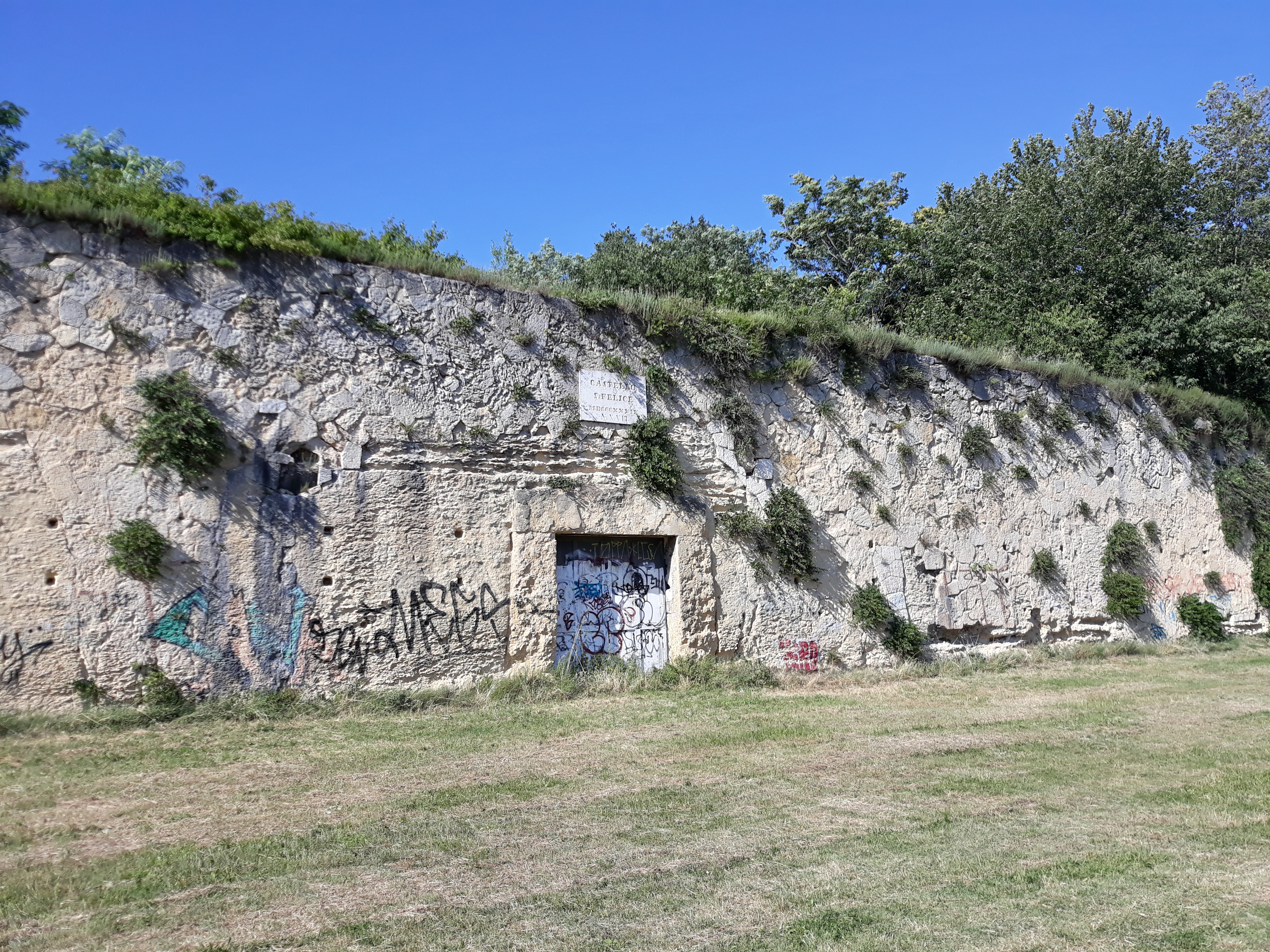
L'accesso ottocentesco al forte, lato città, scavato direttamente nel tufo

Situato nel punto dominante sulle colline più vicine alla città, il complesso di castel San Felice ha lo speciale carattere di cittadella urbana, connessa alla cinta magistrale ma completamente autonoma. Il tracciato attuale è composito, con due puntoni e una lunetta d'Arçon nel fronte principale (quest'ultima collegata al forte mediante una poterna), verso l'esterno, realizzati nel corso di successivi ampliamenti.
Il restauro ottocentesco, oltre alla ricostruzione delle parti demolite, riguardò anche la sistemazione dei fabbricati interni (il deposito degli affusti, il corpo di guardia e la grande polveriera a prova di bomba) e di nuove postazioni di artiglieria, in casamatta e a cielo aperto. Nella costruzione delle opere murarie è stato impiegato prevalentemente il tufo, con paramento a opus poligonale.
Il fronte interno, verso la città, venne pure modificato nell'Ottocento: al precedente tracciato bastionato è stato sostituito il tracciato tanagliato ancora esistente, il cui muro aderente è stato munito di un tamburo centrale. Nel rientrante tanagliato è presente anche l'accesso principale al forte dalla città, collocato al centro del lato orientale dove spicca il possente arco di aspetto arcaico.